# SB環境
SB環境株式会社（旧社名:柴田バイオテクノロジー株式会社）は、東京都江東区に本社を置く、理科学機器の販売を行なう企業。

## 沿革
- 2012年3月   - 会社設立（ハリオサイエンス株式会社技術営業部から事業継承の形で独立）
- 2012年5月   - 小型吸入曝露実験装置「Multipurpose Inhalation Cage (MIC) Unit」を開発
- 2013年2月   - プロネクサス・アナリティカル社の受託試験窓口業務を開始
- 2017年8月   - 代表取締役社長に柴田敏幸が就任
- 2017年11月 - 本社を台東区浅草橋へ移転。工場機能を集約。
- 2019年6月   - SB環境株式会社へ社名変更。
- 2020年7月　- MICROGEN ASIA社の日本総代理店契約を締結。
- 2020年8月   - 本社を江東区石島へ移転。

## 製品

### 理科学
各種理科学機器の輸出入・販売を行っており、主に環境測定機器及び非臨床試験の関連機器製品の拡充に注力している。

## 事業所
- 本社 -  東京都江東区石島